# Benvenuto Lobina
Benvenuto Lobina (Villanova Tulo, 8 de gener de 1914 - Sàsser, 29 de desembre de 1993) fou un poeta sard. Era fill d'un petit comerciant originari d'Orroli i passà la seva joventut en el medi agrari i ramader. El 1932 es traslladà a Càller per motius d'estudi, on el 1933 hi va fundar el Cercle Futurista de Càller i publicà alguns poemes a la revista Futurismo de Mino Somenzi. El 1935 fou cridat a files i traslladat a Sàsser, d'on marxà voluntari a Addis Abeba el 1936, on no hi va disparar un tret. Va trobar un treball civil a correus d'Addis Abeba, però el deixà al cap d'uns mesos i tornà a Sàsser, on fou gerent de l'administració de Correus.
El 1944 es casà amb Licia Baldrati, i durant el viatge de noces a Villanova Tulo es va retrobar amb les seves arrels. Durant els anys 1950 publicarà a la tercera pàgina de La Nuova Sardegna les seves poesies en sard. El 1964 va guanyar el premi de poesia Città di Ozieri (fou el primer poeta en campidanès en obtenir aquest guardó). El 1975 va publicar la seva primera antologia de poemes, Terra, disisperata terra, i l'octubre del mateix any va obtenir el premi nacional de poesia Lanciano.
Quan a la narrativa, el 1984 va obtenir el Premio Casteddu de Posada amb el conte Po cantu Biddanoa, publicat tres anys més tard. El llibre està escrit en sard campidanès i és traduïda a l'italià per ell a la portada. És una novel·la històrica ambientada a Villanova Tulo entre 1918 i 1942, per tant, a cavall entre la Primera i la Segona Guerra Mundial. La novel·la aconseguí un gran èxit de crítica, i va ser considerada un dels punts més alts assolits per la narrativa en sard. També és interessant el treball realitzat en la llengua. En la novel·la hi ha tres nivells de narració que corresponen a tres diferents registres lingüístics. El narrador utilitza un sard meridional unificat, campidanès comú. Els personatges parlen sarcidanès de Villanova Tulo. Després hi ha una tercera varietat de sard meridional, la dels aculturats, utilitzant un campidanès una mica més "civil", sovint amb préstecs de vocabulari italià.
Lobina ha traduït també al sard poesies d'altres autors italians i de prosistes hispanoamericans. Va morir a Sàsser d'una leucèmia aguda. El primer capítol de la seva segona novel·la (incompleta) Bonas tardas, Magestà, fou convertida en conte després de la seva mort i publicat amb traducció d'Anna Serra el 2000 a l'antologia Racconti. En el seu honor, el municipi de Villanova Tulo va instituir el 1993 un premi per a poesia en llengua sarda amb el seu nom.

## Obres
• Terra, disisperada terra (Milano, Cooperativa Edizioni Jaka Book, 1974)

• Po cantu Biddanoa, a cura de Nicola Tanda (Cagliari-Sassari, 2D Editrice Mediterranea, 1987)

• Is canzonis, a cura de A. Satta (Cagliari, Edizioni della Torre, 1992)

• Racconti, a cura d'Anna Serra (Nuoro, Poliedro, 2000) 

• Cun Biddanoa in su sentidu (Dolianova, Grafica del Parteolla, 2003)

• Po cantu Biddanoa, (Nuoro, Ilisso, 2004)

## Publicacions
• Gherreri chi ha' pérdiu (La Nuova Sardegna setmanal, vol. 77, n. 6, 1967)

• Gherreri chi ha' pérdiu (La Grotta della Vipera, I, 3, 1975)

• Canzoni nuraxi (La Grotta della Vipera, XI, 34-35, 1986)